# Nassourdine Imavov
Nassourdine Imavov (en russe : Нассурдин Имавов), né le 1er mars 1996 à Khassaviourt (Daghestan, Russie), est un pratiquant français d'origine daghestanais d'arts martiaux mixtes (MMA). Il combat actuellement dans la catégorie des poids moyens de l'Ultimate Fighting Championship (UFC). 

## Biographie

### Jeunesse et débuts en arts martiaux mixtes
Né le 1er mars 1996 à Khassaviourt, au Daghestan (d'ethnie koumyk), sujet de la fédération de Russie, Nassourdine Abdoulazimovitch Imavov commence la boxe à l'âge de 12 ans lorsque sa famille s'installe à Marseille puis à Salon-de-Provence, dans les Bouches-du-Rhône. Par la suite, à l'âge de 19 ans, il découvre les arts martiaux mixtes (MMA) et s'installe à Paris avec son frère aîné Dagir. Tous deux rejoignent alors la MMA Factory, la salle de sports de combat de Fernand Lopez.

## Carrière en arts martiaux mixtes

### Début de carrière (2016-2019)
Le 4 février 2016, il affronte le Français Majdeddine Ayadi à Paris, en France, et perd le combat par soumission. Le 5 mars 2016, il affronte le Russe Said Magomed Tachaev à Nîmes, en France, et remporte le combat par soumission. Le 8 avril 2016, il affronte le Français Yanis Cheufre à Saint-Étienne, en France, et remporte le combat par soumission. Le 13 mai 2017, il affronte l'Irlandais Paul Lawrence à Paola, à Malte, et remporte le combat par KO technique. Le 14 octobre 2017, il affronte le Polonais Michał Michalski à Wrocław, en Pologne, et perd le combat par décision unanime. Le 4 novembre 2017, il affronte le Maltais Gary Formosa à Paola, à Malte, et remporte le combat par KO technique.
Le 17 mai 2019, il affronte le Suisse Gregor Weibel à Lucerne, en Suisse, et remporte le combat par décision unanime. Le 26 juillet 2019, il affronte l'Italien Francesco Demontis à Quartu Sant'Elena, en Italie, et remporte le combat par soumission. Le 28 septembre 2019, il affronte le Polonais Mateusz Głuch à Kozienice, en Pologne, et remporte le combat par soumission. Le 14 décembre 2019, il affronte le Canadien Jonathan Meunier à Dakar, au Sénégal, et remporte le combat par KO technique.

### Ultimate Fighting Championship (depuis 2020)
Le 4 octobre 2020, il affronte l'Américain Jordan Williams à Abou Dabi, aux Émirats arabes unis, et remporte le combat par décision unanime (29-27, 29-27, 29-28),,. Le 20 février 2021, il affronte l'Américain Phil Hawes à Las Vegas, dans le Nevada, et perd le combat par décision majoritaire (28-28, 29-28, 29-28),,. Le 24 juillet 2021, il affronte l'Américain Ian Heinisch à Las Vegas, dans le Nevada, et remporte le combat par KO technique lors de la deuxième reprise,,,. Le 6 novembre 2021, il affronte l'Américain Edmen Shahbazyan à New York, dans l'État de New York, et remporte le combat par KO technique lors de la deuxième reprise,.
Le 3 septembre 2022, il affronte l'Américain Joaquin Buckley à Paris, en France, à l'occasion de l'UFC Fight Night: Gane vs. Tuivasa et remporte ce combat par décision unanime (29-28, 29-28, 30-27),,. Le 14 janvier 2023, il affronte l'Américain Sean Strickland à Las Vegas, dans le Nevada, et perd cette fois le combat par décision unanime (49-46, 49-46, 48-47),,,. Le 10 juin 2023, il affronte l'Américain Chris Curtis à Vancouver, au Canada. À la suite d'un choc accidentel des têtes lors de la deuxième reprise, le combat est déclaré sans décision.
Le 3 février 2024, il affronte le Géorgien Roman Dolidze à Las Vegas, dans le Nevada, et remporte le combat par décision majoritaire (49-44, 47-47, 48-46),,. Le 9 juin 2024, il affronte l'Américain Jared Cannonier à Louisville, dans le Kentucky, et remporte le combat par KO technique lors de la quatrième reprise,. Le 28 septembre 2024, il affronte l'Américain Brendan Allen à Paris, en France, et remporte le combat par décision unanime (29-28, 29-28, 29-28),,,.
Le 1er février 2025, il affronte le Nigérian Israel Adesanya à Riyad, en Arabie saoudite, et remporte le combat par KO technique lors de la deuxième reprise,,,. Sa prestation est désignée Performance de la soirée.

## Palmarès en arts martiaux mixtes

### Distinctions
- Ultimate Fighting Championship
  - Performance de la soirée (× 1) : face à Israel Adesanya[47].

| 21 combats     | 16 victoires | 4 défaites |
| Par KO         | 7            | 0          |
| Par soumission | 4            | 1          |
| Sur décision   | 5            | 3          |
| Sans décision  | 1            | 1          |

### Historique des combats
| Résultat      | Record   | Adversaire           | Méthode                        | Événement                                | Date              | Round | Temps | Lieu                                   | Notes                      |
| ------------- | -------- | -------------------- | ------------------------------ | ---------------------------------------- | ----------------- | ----- | ----- | -------------------------------------- | -------------------------- |
| Victoire      | 16-4 (1) | Israel Adesanya      | TKO (coups de poing)           | UFC Fight Night: Adesanya vs. Imavov     | 1er février 2025  | 2     | 0:30  | Riyad, Arabie saoudite                 | Performance de la soirée.  |
| Victoire      | 15-4 (1) | Brendan Allen        | Décision unanime               | UFC Fight Night: Moicano vs. Saint Denis | 28 septembre 2024 | 3     | 5:00  | Paris, France                          |                            |
| Victoire      | 14-4 (1) | Jared Cannonier      | TKO (arrêt de l’arbitre)       | UFC Fight Night: Cannonier vs. Imavov    | 9 juin 2024       | 4     | 1:34  | Louisville, Kentucky, États-Unis       |                            |
| Victoire      | 13-4 (1) | Roman Dolidze        | Décision majoritaire           | UFC Fight Night: Dolidze vs. Imavov      | 3 février 2024    | 5     | 5:00  | Las Vegas, Nevada, États-Unis          |                            |
| Sans décision | 12-4 (1) | Chris Curtis         | NC (choc accidentel des têtes) | UFC 289                                  | 10 juin 2023      | 2     | 3:04  | Vancouver, Canada                      |                            |
| Défaite       | 12-4     | Sean Strickland      | Décision unanime               | UFC Fight Night: Strickland vs. Imavov   | 14 janvier 2023   | 5     | 5:00  | Las Vegas, Nevada, États-Unis          | Combat en poids mi-lourds. |
| Victoire      | 12-3     | Joaquin Buckley      | Décision unanime               | UFC Fight Night: Gane vs. Tuivasa        | 3 septembre 2022  | 3     | 5:00  | Paris, France                          |                            |
| Victoire      | 11-3     | Edmen Shahbazyan     | TKO (coups de coude)           | UFC 268                                  | 6 novembre 2021   | 2     | 4:42  | New York, État de New York, États-Unis |                            |
| Victoire      | 10-3     | Ian Heinisch         | TKO (genou et coups de poing)  | UFC on ESPN: Sandhagen vs. Dillashaw     | 24 juillet 2021   | 2     | 3:09  | Las Vegas, Nevada, États-Unis          |                            |
| Défaite       | 9-3      | Phil Hawes           | Décision majoritaire           | UFC Fight Night: Blaydes vs. Lewis       | 20 février 2021   | 3     | 5:00  | Las Vegas, Nevada, États-Unis          |                            |
| Victoire      | 9-2      | Jordan Williams      | Décision unanime               | UFC on ESPN: Holm vs. Aldana             | 4 octobre 2020    | 3     | 5:00  | Abou Dabi, Émirats arabes unis         | Retour en poids moyens.    |
| Victoire      | 8-2      | Jonathan Meunier     | TKO (coups de poing)           | ARES FC 1                                | 14 décembre 2019  | 1     | 4:27  | Dakar, Sénégal                         |                            |
| Victoire      | 7-2      | Mateusz Głuch        | Soumission                     | Thunderstrike Fight League 18            | 28 septembre 2019 | 1     | NC    | Kozienice, Pologne                     |                            |
| Victoire      | 6-2      | Francesco Demontis   | Soumission                     | Devil's Cage                             | 26 juillet 2019   | 1     | 2:26  | Quartu Sant'Elena, Italie              | Début en poids moyens.     |
| Victoire      | 5-2      | Gregor Weibel        | Décision unanime               | City Cage MMA                            | 17 mai 2019       | 3     | 5:00  | Lucerne, Suisse                        |                            |
| Victoire      | 4-2      | Gary Formosa         | TKO (coups de poing)           | Centurion FC 2                           | 4 novembre 2017   | 1     | 2:02  | Paola, Malte                           |                            |
| Défaite       | 3-2      | Michał Michalski     | Décision unanime               | Fight Exclusive Night 19                 | 14 octobre 2017   | 3     | 5:00  | Wrocław, Pologne                       |                            |
| Victoire      | 3-1      | Paul Lawrence        | TKO (coups de poing)           | Centurion FC 1                           | 13 mai 2017       | 1     | 2:43  | Paola, Malte                           | Combat de la soirée.       |
| Victoire      | 2-1      | Yanis Cheufre        | Soumission                     | Fight Night One 4                        | 8 avril 2016      | 1     | 2:32  | Saint-Étienne, France                  |                            |
| Victoire      | 1-1      | Said Magomed Tachaev | Soumission                     | Gladiator Fighting Arena 3               | 5 mars 2016       | 1     | 3:20  | Nîmes, France                          |                            |
| Défaite       | 0-1      | Majdeddine Ayadi     | Soumission                     | 100% Fight 27                            | 4 février 2016    | 1     | 4:49  | Paris, France                          | Début en poids mi-moyens.  |